# Daniel Joseph Mayer von Mayern

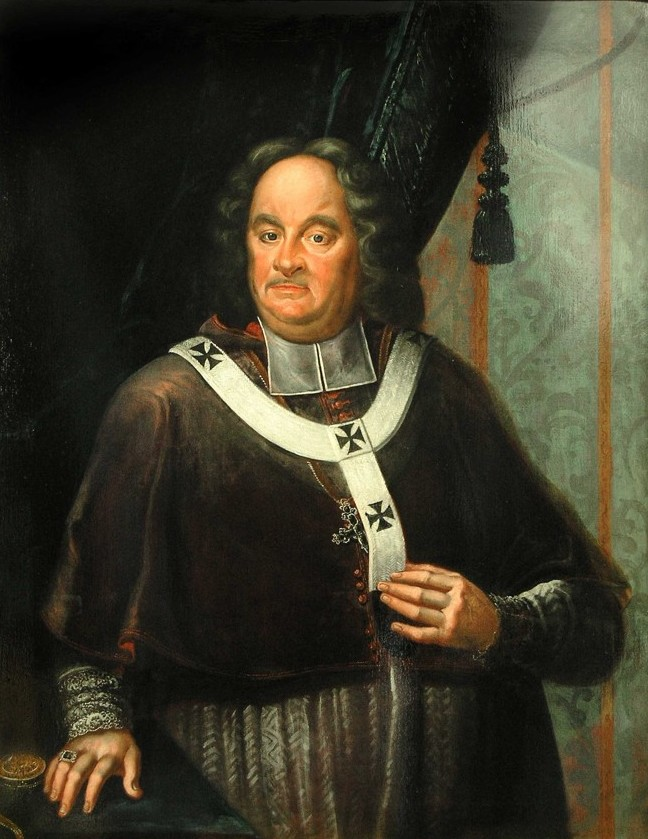
Daniel Joseph Mayer von Mayern

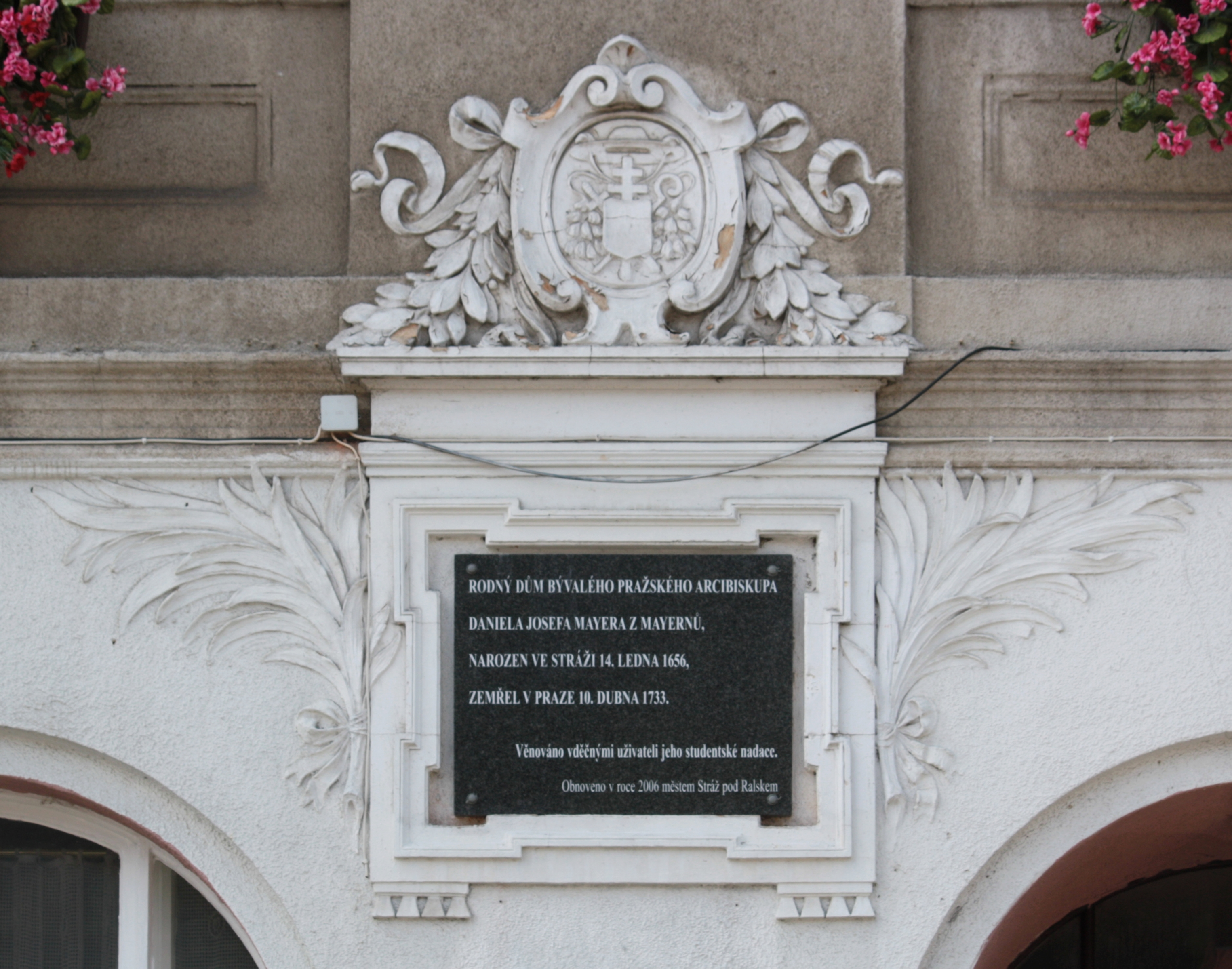
Gedenktafel am Mayers Geburtshaus

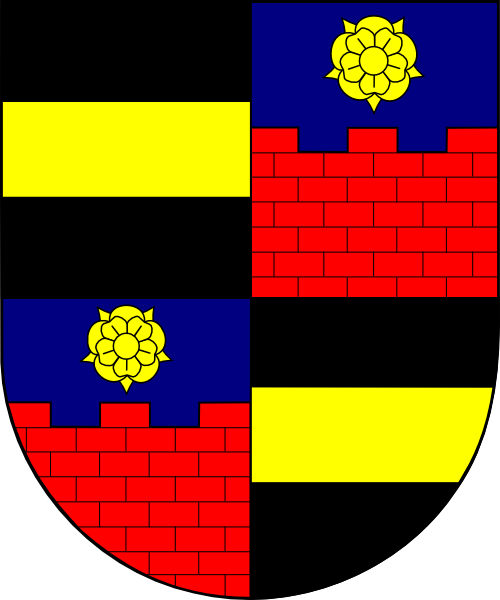
Wappen Daniel Joseph Mayer Edler von Mayern, Erzbischof von Prag

Daniel Joseph Mayer von Mayern (tschechisch: Daniel Josef Mayer z Mayernu; * 16. Januar 1656 in Wartenberg, Leitmeritzer Kreis, Böhmen; † 10. April 1733) war Erzbischof von Prag.

## Werdegang
Als Sohn eines Metzgers wuchs er in ärmlichen Verhältnissen auf. Nach dem Besuch der Schule in Gitschin studierte er als Alumne des Bartholomäus-Konvikts Theologie in Prag, die er 1678 mit dem theologischen Baccalaureat abschloss. Im selben Jahr wurde er zum Priester geweiht und wirkte anschließend als Seelsorger in Frühbuß im Erzgebirge, wo er durch Missionen etwa 500 Protestanten bekehrt haben soll. 1684 wurde er Pfarrer von Lichtenstadt. Nachdem er 1693 zum Prager Domherrn gewählt worden war, wurde er deutscher Prediger am Veitsdom, 1694 Bibliothekar und 1701 Dompropst und erwarb in dieser Position drei Güter zur Verbesserung der Dotation der Propstei. Dem Domkapitel stiftete er, zusammen mit dem Archidiakon Johann Wenzel Martini, ein Kollegium von sechs Chorpriestern. Unter den Erzbischöfen Johann Joseph von Breuner und Franz Ferdinand von Kuenburg amtierte er als deren Generalvikar. 1700 berief ihn Kaiser Karl VI. zum Verwalter der königlichen Landesfinanzen, ernannte ihn später zum kaiserlichen Geheimrat und erhob ihn in den Adelsstand. Am 17. April 1711 wurde Mayer von Mayern zum Titularbischof von Tiberias sowie Weihbischof in Prag ernannt und am 9. Oktober 1712 durch den Königgrätzer Bischof Johann Adam Wratislaw von Mitrowitz geweiht.
In der Zeit der Sedisvakanz 1710–1712 und nach dem Tod der Erzbischofs von Kuenburg leitete er die Erzdiözese als Kapitularvikar. Wohl deshalb nominierte ihn der Kaiser zu dessen Nachfolger. Der päpstlichen Bestätigung vom 7. Mai 1732 folgte die Inthronisation des bereits 76-Jährigen. In seiner Amtszeit, die nur sieben Monate dauerte, veranlasste er, dass sich die Eremiten einer Bruderschaft anschließen mussten, die der Aufsicht eines erzbischöflichen Visitators unterstand. Sein Vermögen bestimmte er für die Verehrung der böhmischen Landespatrone im Veitsdom und errichtete zudem eine Stiftung, die drei Knaben aus seiner Verwandtschaft ein Studium ermöglichen sollte. 1732 bestätigte er neue Regel der Einsiedler in Böhmen. Am 28. November 1730 gründete sich die Bruderschaft des Ordens der Heiligen Dreifaltigkeit, die am 24. Mai 1732 von Mayer von Mayern die Verwaltung der Wallfahrtskapelle in Engelhaus anvertraut wurde. Zeitlebens blieb er mit seiner Heimatstadt verbunden. Einer Legende nach führte er als Erzbischof den Kartoffelbau ein, damit die lokale Bevölkerung nicht verhungert. Er starb im April 1733 im Alter von 77 Jahren und wurde im St. Veitsdom auf der Prager Burg bestattet.